# Вороняча-2
Вороняча-2 (рос. Воронья-2) — печера на Алтаї, Республіка Алтай, Росія.  Загальна протяжність — 27 м. Глибина печери — N/A м, амплітуда висот — 2 м; загальна площа — N/A м²; об'єм — N/A м³.  Печера відноситься до Західноалтайської області Алтайської провінції Алтай-Саянської спелеологічної країни. Кадастровий номер 5144/8557-2.